# Teofan (Chasapakis)
Teofan, imię świeckie Teodosios Chasapakis (ur. 18 stycznia 1948 w Mitylenie) – duchowny prawosławnego Patriarchutu Jerozolimy, od 1992 arcybiskup Gerazy.

## Życiorys
1 lipca 1966 został wyświęcony na diakona. Święcenia kapłańskie przyjął 1 września 1970. W 1974 uzyskał godność archimandryty. Chirotonię biskupią otrzymał 19 marca 1988 jako tytularny biskup Jamnii. 15 marca 1992 został mianowany arcybiskupem Gerazy. W latach 2005–2009 był egzarchą patriarszym w Grecji. 15 września 2016 wszedł w skład katolicko-prawosławnej komisji do spraw dialogu teologicznego.